# Sandy Islands
Sandy Islands är öar i Kanada.   De ligger i provinsen Manitoba, i den sydöstra delen av landet, 1 800 km väster om huvudstaden Ottawa.
Trakten runt Sandy Islands är nära nog obefolkad, med mindre än två invånare per kvadratkilometer.